# زردپر معمولی
باربل معمولی (نام علمی: Barbus barbus) نام یک گونه از سرده سس‌ماهی‌ها است.